# Логинов, Владлен Терентьевич
Владле́н Тере́нтьевич Ло́гинов (28 июля 1929, Грозный, Северо-Кавказский край, РСФСР, СССР — 3 марта 2025, Москва, Россия) — советский и российский историк-архивист, специалист по истории Октябрьской революции и Гражданской войны, публицист и кинодраматург.
Доктор исторических наук, профессор, профессор Академии общественных наук при ЦК КПСС и Университета Российской академии образования. Член Союза кинематографистов России.
Один из самых известных в России биографов Ленина. Соавтор Михаила Шатрова, В. Мельникова и А. Зархи по киносценариям.

## Биография
В 1950 году окончил исторический факультет МГПИ им. Потёмкина. В 1950—1953 годах служил в Советской Армии. В 1953—1980 годах научный сотрудник Центрального партийного архива и отдела истории Института марксизма-ленинизма при ЦК КПСС. 
В ЦПА его заметил Михаил Ромм, включивший В. Логинова тогда же в художественный совет «Мосфильма»; также он входил в худсовет Театра на Таганке. 
В 1979 году журнал "Юность" выпустил роман-хронику "Февраль" М. Шатрова и В. Логинова - документальное повествование о февральской революции. За "объективистский подход к истории, принижение роли большевистской партии" роман обьявят "белогвардейским", книжный тираж его будет уничтожен, а В. Логинов лишится работы.
В 1959 году он защитил диссертацию на соискание учёной степени кандидата исторических наук по теме «Деятельность ЦК РСДРП по руководству легальной большевистской газетой „Правда“ (1912—1914 гг.)». В 1972 году защитил докторскую диссертацию «Ленинская „Правда“ 1912—1914 гг.».
В 1980—1991 годах профессор Академии общественных наук при ЦК КПСС. С 1992 года — в Горбачёв-Фонде. Директор там Центра исторических исследований. Заведовал кафедрой отечественной и всеобщей истории Университета Российской академии образования.
Семья: жена, дочь (кандидат исторических наук Ольга Лаговская) и внучка.
Скончался в возрасте 95 лет.

## Работы
Автор более 400 научных публикаций по истории, особенно по проблемам революционного движения в России («Ленин и „Правда“ 1912—1914 годов», «В. И. Ленин революционер, мыслитель, человек», «Штрихи к портрету» и др.). Он также автор романа-хроники «Февраль», сценариев художественных и документальных фильмов «Доверие», «Чичерин», «Николай Бухарин», созданных в содружестве с М. Шатровым и А. Зархи.
Владлен Логинов стал известен широкому читателю после выхода его работ о Ленине. В 2005 году вышла его первая книга (из трёхтомника) под названием «Ленин. Выбор пути», в которой описывается первый этап жизни Владимира Ульянова (с 1870 по 1901 гг.). Второй том, посвящённый деятельности Ленина в 1916—1917 гг., вышел в 2010 году. Третий том вышел в 2017 году и посвящён последним годам жизни первого главы Советской республики (1921—1924 гг.).
Руководил проектом собрания сочинений Михаила Горбачева.

### Книги
- В. И. Ленин и «Правда» 1912—1914 годов. — М., Госполитиздат, 1962.
- Ленинская «Правда» 1912—1914 годы. — М., Политиздат, 1972
- Календарь революции. — М., Детская литература, 1989
- Февраль. Роман-хроника. (в соавторстве с М. Шатровым). — М., Советский писатель, 1989
- Чичерин. (в соавторстве с А. Зархи), — М., Искусство, 1989.
- Владимир Ленин. Выбор пути: Биография — М.: Республика, 2005. — 447 с. / зеркало1 / зеркало2 (Дважды переиздавалась: первый раз — в 2011 году в издательстве «ЭКСМО» под названием «Владимир Ленин: как стать вождём», второй раз — в 2018 году в издательстве «Академический проект» под названием «Владимир Ленин. Путь в революцию»). {Рец. И. Смирнова}
  - Vladimir Lenin: How to Become a Leader. Trans. Lewis White London: Glagoslav Publication, 2019. 328 pp. {Рец.}
- Неизвестный Ленин (недоступная ссылка) — М.: Эксмо, Алгоритм, 2010. — 576 с. (Трижды переиздавалась: первый раз — в 2013 году издательством «Алгоритм» под названием «Владимир Ленин. На грани возможного»; второй раз — в 2016 году в издательстве «ЭКСМО» под названием «Ленин в 1917 году. На грани возможного»; третий раз — в 2018 году в издательстве «Академический проект» под названием «Ленин и революция»).
- Заветы Ильича. «Сим победиши». — М.: Алгоритм, 2017. — 623 с.
  - Ленин. Сим победиши. (Электронное издание, 2018)

### Статьи
- «В нашем идеале нет места насилию над людьми» // Журнал "Альтернативы", 1995, № 2
- «Несчастная история» // Журнал "Альтернативы", 1996, № 3
- Столыпинские итоги // «Новая жизнь» 2002, № 10
- Августовский антипартийный блок // Хронос 7 января 2006
- В шаге от пропасти // «Литературная газета» 1 января 2007
- Зачем Брежнев просил проверить мозг Ленина // «Комсомольская правда» в Украине 21 апреля 2007
- «Компартия Молдовы впервые соединила социализм и демократию» — Мнение историка о новой программе ПКРМ // «Независимая Молдова», 12 декабря 2007
- Ленин вчера и сегодня // «Рабкор» 22 апреля 2011
- Вокруг Ленина сейчас мало сволочей // «Скепсис» 21 января, 22 апреля 2020

### Выступления
- История ничему не учит, зато умеет наказывать // Горбачёв-Фонд 23 мая 2003
- К 80-летию со дня смерти В. И. Ленина: «Ленин сегодня» // Радио «Свобода» 18 января 2004
- «Ленин показан здесь в жандармской трактовке» // «Правда» 16 ноября 2017, №127 (30624)
- Он стал великим созидателем справедливого государства // «Правда» 16 января 2020, №3 (30935)

### Фильмография
- 1968 — «Шестое июля» — главный консультант фильма.